# パソコン入力スピード認定試験
パソコン入力スピード認定試験（パソコンにゅうりょくスピードにんていしけん）は、全国商業高等学校協会が主催していた検定試験である（平成25年度に全商ビジネス文書実務検定に統合）。

## 概要
- 受験資格：特になし。ただし、主な対象は商業高校生。
- 試験日：2月第3日曜日、7月第2日曜日、10月第2日曜日、12月第2日曜日
- 受験料：1部門につき1200円

## 試験方法
試験は、部門ごとに同一問題の実技試験により実施される。各部門とも制限時間は10分間で、入力された文字数により、初段～5級の6段階のいずれかに認定される。

## 認定基準
| 認定級 | 日本語部門  | 英語部門              |
| ------ | ----------- | --------------------- |
| 5段    | 2,000字以上 | 4,000ストロークス以上 |
| 4段    | 1,750字以上 | 3,500ストロークス以上 |
| 3段    | 1,500字以上 | 3,000ストロークス以上 |
| 2段    | 1,250字以上 | 2,500ストロークス以上 |
| 初段   | 1,000字以上 | 2,000ストロークス以上 |
| 1級    | 750字以上   | 1,500ストロークス以上 |
| 2級    | 500字以上   | 1,000ストロークス以上 |
| 3級    | 350字以上   | 700ストロークス以上   |
| 4級    | 200字以上   | 400ストロークス以上   |

## リンケージ制度
- 本検定の日本語部門で、一定の認定基準に達した場合は、申請により、認定後2年以内のワープロ実務検定の実技（速度）の当該階級が免除される。

例）日本語部門2級認定者 → ワープロ実務検定2級実技（速度）免除
- ただし、段位認定者は、ワープロ実務検定1級実技(速度）が免除される。

## その他
- 本検定は、2006（平成18）年度に新設された試験である。
- 本検定の1級に認定されても、三種目以上1級合格者表彰制度の対象にはならない。
- 本検定は全国工業高等学校長協会のジュニアマイスター顕彰制度に参加していた。